# عروسی یهودی

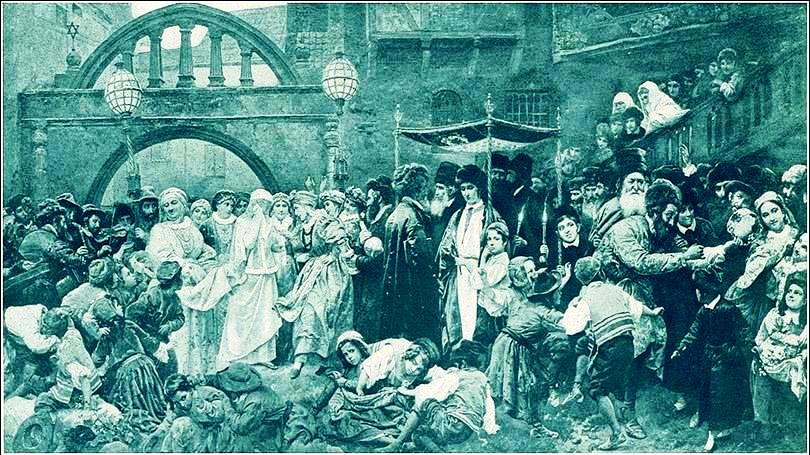
نیسوئین سنتی در اروپای شرقی در قرن بیستم

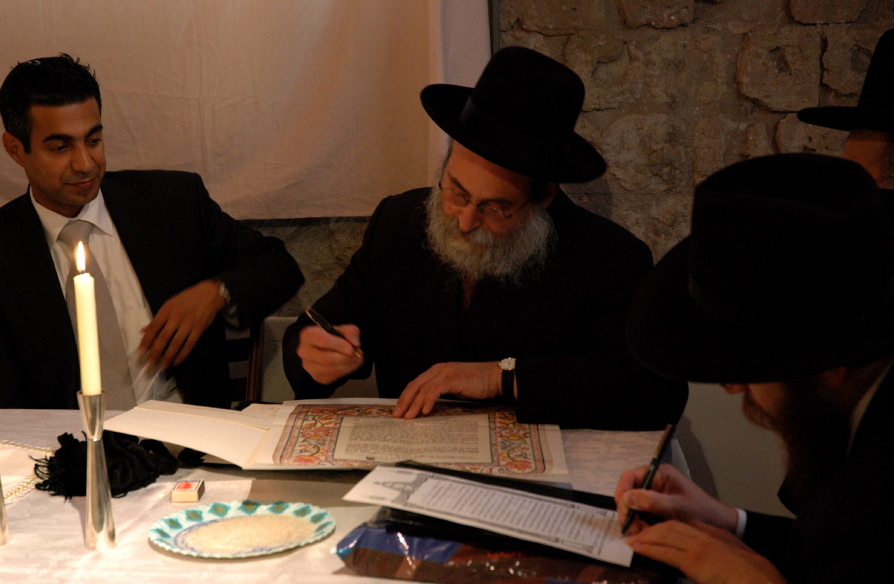
امضای کتوبا (قرارداد ازدواج)

مراسم ازدواج یهودی نوعی مراسم عروسی است که از قوانین و سنت‌های یهودی پیروی می‌کند. در حالی که با سایر مراسم‌های عروسی متفاوت است، ویژگی‌های مشترک عروسی یهودی عبارتند از: یک کتوبا (قرارداد ازدواج) که توسط دو شاهد امضا می‌شود، یک خوپا (سایبان عروسی)، یک حلقه ازدواج متعلق به داماد که در زیر سایبان به عروس داده می‌شود و شکستن یک لیوان.
عملاً روند عروسی یهودیان دو مرحله مجزا دارد. اولین مورد، kiddushin (عبری به معنای «نامزدی») و nissuin (ازدواج) زمانی است که زن و شوهر زندگی مشترک خود را شروع می‌کنند. در مرحله اول (کیدوشین) است که زن بر تمام مردان دیگر ممنوع می‌شود و برای انحلال آن، طلاق شرعی لازم است و مرحله دوم، به زوج اجازه می‌دهد زن و شوهر همدیگر باشند.